# Remeteszőlős
Remeteszőlős község a budapesti agglomerációban, Pest vármegyében, a Budakeszi járásban. Magyarország legkisebb területű települése.

## Földrajz
Budapest határában helyezkedik el, a főváros felől nézve valamivel Adyliget után. A Budai-hegység 400-500 méter magas mészkő- és dolomithegyei között fekszik az Ördög-árok völgyében, 342 méter magasan. Fölé magasodik a 424 méter magas Remete-hegy, amelynek barlangjai a település külterületén találhatók, és amelyről kapta nevét a település. Szomszédai közigazgatásilag Nagykovácsi, Solymár, illetve Budapest II. kerülete, a Google Térképen azonban helytelenül van enklávéként feltüntetve.
Remeteszőlős területén található a Remete-hegy és a 373 méter magas Hosszúerdő-hegy által közrefogott Remete-szurdok, mely a környék kedvelt kirándulóhelye. A szurdokvölgyet mindkét irányból dachsteini mészkőből álló hegyvonulatok kísérik, melyekben rengeteg barlang és más karsztos formáció fedezhető fel. Az itteni barlangokban – melyek olyan, nemegyszer beszédes neveket viselnek, mint Remete-barlang, kőfülke (Remete-hegyi-kőfülke), Hamispénzverő-barlang (Remete-hegyi 11. sz. barlang), Eltömődött-barlang (Remete-hegyi 10. sz. barlang), Felszakadt-barlang (Remete-hegyi 14. sz. barlang), Hétlyuk-zsomboly (Hét-lyuk), Nyolcadik-lyuk (Remete-hegyi 8. sz. barlang), – bőséges őskori leletet tártak fel a kutatók, egyebek közt pattintott kőeszközöket, több mint két tucatnyi őskori állatfaj maradványait és őskori (Neander-völgyi) emberektől származó csontokat és kincsleleteket.
Ugyancsak remeteszőlősi közigazgatási területen, vagy a község határán terül el a Budai-hegység ezen részének néhány turisztikailag érdekes, látogatott részlete, mint például a Kovácsi-erdőföldek nevű irtásterület, a hegység egyik legnagyobb kiterjedésű fátlan, fennsík jellegű részlete, vagy a Kálvária-domb, melynek tömbjében a Budai-hegység egyetlen, ma ismert bazaltos barlangja, a Budaligeti-bazaltos-barlang is nyílik.

## Történelem
Remeteszőlős környéke már a jégkorszaktól kezdve lakott volt, ezt bizonyítják azok a bronzkori leletek, melyek a Remete-barlangban kerültek elő.
A község lakosságának többsége 1999. november 7-én, a véleményt nyilvánító lakók 87,5%-ának igen szavazatával döntött népszavazáson arról, hogy le kíván válni Nagykovácsiról. A népszavazás eredményének ismeretében a köztársasági elnök a 2000. július 20-án kelt 97/2000. (VII.20.) határozatában mondta ki Remeteszőlős község megszületését. A település végül a 2002. október 22-i önkormányzati választások napjától vált közigazgatásilag is teljes mértékben önállóvá és függetlenné.
Remeteszőlős végleges közigazgatási határait – Nagykovácsi önkormányzata és az új község önkormányzatának megállapodása alapján – 2008. március 4-én állapította meg a Pest Megyei Bíróság.

## Közélete

### Polgármesterei
- 2002–2005: Giró István (független)[10]
- 2005–2006: Muhari Kálmán (független)[11]
- 2006–2010: Szathmáry Gergely Zoltán (független)[12]
- 2010–2014: Szathmáry Gergely Zoltán (független)[13]
- 2014–2019: Szathmáry Gergely Zoltán (független)[14]
- 2019–2024: Szathmáry Gergely (független)[15]
- 2024– : Szathmáry Gergely Zoltán (független)[1]

A településen 2005. június 4-én időközi polgármester-választást (és képviselő-testületi választást) tartottak, az előző képviselő-testület önfeloszlatása miatt. A választáson a hivatalban lévő polgármester nem indult el, visszavonult a közélettől.

## Népesség
A település népességének változása:
| Lakosok száma | 755  | 763  | 915  | 1037 | 1229 | 1022 | 1059 |
|               | 2013 | 2014 | 2018 | 2021 | 2022 | 2023 | 2024 |

A 2011-es népszámlálás során a lakosok 91,5%-a magyarnak, 0,6% cigánynak, 0,8% görögnek, 1,9% németnek, 0,5% románnak, 0,2% szlováknak mondta magát (8,5% nem nyilatkozott; a kettős identitások miatt a végösszeg nagyobb lehet 100%-nál). A vallási megoszlás a következő volt: római katolikus 34,2%, református 7%, evangélikus 2,3%, görögkatolikus 0,5%, felekezeten kívüli 26,6% (28,4% nem nyilatkozott).
2022-ben a lakosság 88%-a vallotta magát magyarnak, 1,2% németnek, 0,7% görögnek, 0,2-0,2% cigánynak, románnak, szerbnek, ukránnak, szlováknak és horvátnak, 0,1-0,1% lengyelnek, bolgárnak és ruszinnak, 13% egyéb, nem hazai nemzetiségűnek (10% nem nyilatkozott; a kettős identitások miatt a végösszeg nagyobb lehet 100%-nál). Vallásuk szerint 28,6% volt római katolikus, 8% református, 1,6% evangélikus, 0,6% izraelita, 0,5% görög katolikus, 0,2% ortodox, 1,5% egyéb keresztény, 0,2% egyéb katolikus, 21,3% felekezeten kívüli (37,1% nem válaszolt).

## Közlekedés
A település Budapest (Hűvösvölgy) felől a Nagykovácsi úton (a 11 104-es számú mellékúton) közelíthető meg; a Volánbusz járatai közül a 63-as busszal és a 963-as éjszakai busszal érhető el, mindkét járat öt megállóhellyel érinti a községet. Az 1980-as években az akkor még Nagykovácsi üdülőövezetének számító területet gyors autóbuszjárat (T3-as busz) is érintette.

## Híres emberek
- Navratil Ákos 1929-ben súlyos vadbalesetet szenvedett a község területén (akkor még Nagykovácsihoz tartozó útszakaszon), és a szerencsés megmeneküléséért hálából keresztet állíttatott a baleset helye közelében az országút mellé.
- A településen lakott élete utolsó éveiben Zenthe Ferenc.[19]
- A község lakója (és 2002-2006 között egyik önkormányzati képviselője) Vikidál Gyula.

## Örkény István telefonfülkéje
2013 áprilisában, az Örkény István születésének százéves évfordulója kapcsán megrendezett egyéves programsorozat zárásaként a remeteszőlősi polgármesteri hivatal mellett felállítottak egy telefonfülkét az író emlékére. A fülke ajtaján Örkény életnagyságú portréja, egyik oldalán az életrajza, a másik oldalán pedig a Ballada a költészet hatalmáról című novellájának szövege látható. A fülkében található telefon kagylójának felemelésekor működésbe lép egy lejátszó egység, amely Örkény tizenöt egypercesének egyikét játssza le ismert színészek tolmácsolásában.

## Barlangjai
Hét-lyuk, Hosszúerdő-hegyi-rókalyuk, Hosszúerdő-hegyi-sziklaüreg, Nagysuty-barlang, Rácskai-barlang, Rácskai-kőfejtő 3. sz. barlangja, Rácskai-kőfejtő 4. sz. barlangja, Remete-barlang, Remete-hegyi 2. sz. barlang, Remete-hegyi 3. sz. barlang, Remete-hegyi 4. sz. barlang, Remete-hegyi 7. sz. barlang, Remete-hegyi 8. sz. barlang, Remete-hegyi 10. sz. barlang, Remete-hegyi 11. sz. barlang, Remete-hegyi 13. sz. barlang, Remete-hegyi 14. sz. barlang, Remete-hegyi 15. sz. barlang, Remete-hegyi-kőfülke, Remete-völgyi Felső-barlang, Tölcsér-zsomboly és Törpe-zsomboly.